# ドラゴン・スクリュー
ドラゴン・スクリュー（Dragon Screw）は、プロレス技の一種である。日本名は飛龍竜巻投げ（ひりゅうたつまきなげ）。レッグ・ドラッグ、竜巻式足（脚）投げ（たつまきしきあしなげ）とも呼ばれる。

## 概要
藤波辰爾のオリジナル技。相手の片足を両腕で取り、足首を脇腹に押し付けるようにクラッチする。その体勢から自ら素早く内側にきりもみ状態で倒れこむことで、相手を回転力で投げ飛ばす。
技名は技の発案者である藤波のニックネーム「ドラゴン」が由来。
一見すると単純な崩し技だが、足首を固定し捻ることでヒールホールドを極めるプロセスを含んでおり、無理に堪えれば膝関節を負傷する可能性がある。また、適切に受身を取らなければ頭部や腰などを強打する技でもあるため素人は真似をするべきではない。
元々は藤波がカール・ゴッチから指導を受けていた際に学んだ、レスリングにおける伝統的なテクニックがベースである。藤波がインタビューで語ったところによれば、ゴッチからは足の膝部分に重心を預けてテイクダウンする実戦的なポイントを教わり、後年回転する動作を独自に加えたという。
ジュニアヘビー級時代から得意としていた技で、蹴り技に対する対抗手段として通常的に使われていたが、あくまでつなぎ技でしかなく、それほど脚光を浴びることは無かった。藤波の場合、相手の足を痛めるというよりは、足を取っての巻き投げに近く、テイクダウンを取るための技であった。
この技を必殺技にまで昇華したのは武藤敬司である。1995年10月9日、東京ドーム・新日本プロレス対UWFインターナショナル全面対抗戦のメインイベント、武藤敬司対高田延彦戦において、高田の蹴りをキャッチした武藤はドラゴン・スクリューを繰り出し、高田は抵抗したがために受身に失敗し膝の靭帯を損傷、足4の字固めによる武藤の勝利につながった。これ以降、武藤はこの技の連発から足4の字固めに移行するという連携技を使用し始めた。現在では、多くの日本人レスラーが使用しており、アメリカマットではWWEのザ・ロックやショーン・マイケルズ等も使用する（アメリカでは『レッグ・レイス』と呼ばれる）。最近はWWEの中継でも『ドラゴンスクリュー』と解説者が言っており、ネーミングもスタンダードとなって来たのはインターネットやYouTubeの普及で日本のプロレスを見る者が増えたためである。
元々は蹴りに対する返し技だが、自らシングル・レッグ・ダイブを仕掛け、相手の足を取りにいく形も見られる。

## 返し方
掌底
両手で片足を掴むため防御が手薄になった顔面を攻撃する。
膝蹴り
片足タックルを取りに来た相手にタイミングを合わせて頭部に膝蹴りを当てる。
延髄斬り
片足を掴まれた時、反対の脚で攻撃する。

## 派生技

### 雪崩式ドラゴン・スクリュー
武藤敬司のオリジナル技。
コーナーポストに座らせた相手に繰り出す。エプロンから場外に繰り出す形もある（こちらは断崖式〜と呼ばれることもある）。

### ロープ越しドラゴン・スクリュー
武藤敬司のオリジナル技。
ロープ越しに相手の膝を捻る。
相手は体を回転できず、受身を取ることができない。

### 鉄柵越しドラゴン・スクリュー
武藤敬司のオリジナル技。
鉄柵越しに相手の膝を捻る。
相手は体を回転できず、受身を取ることができない。

### マジック・スクリュー
永田裕志のオリジナル技。
相手をブレーンバスターの体勢で相手を持ち上げ、相手をトップロープへ乗せ、その状態のまま相手の首を捻る。

### 曼荼羅捻り
新崎人生のオリジナル技。
両手で相手の足先を掴み、最初に軽く相手の足を捻ってから逆の方向に相手の足を捻る。

### タイガー・スクリュー
太陽ケアのオリジナル技。
腕へのドラゴン・スクリュー。

### グラウンド・ドラゴン・スクリュー
棚橋弘至のオリジナル技。
仰向けの相手の足をつかんで捻る。相手は体を回転できず、受身が取れない。また、四つん這いになった相手の足をとって捻ることもある。

### スパイラル・ドラゴン・スクリュー
棚橋弘至のオリジナル技。
相手の足を持った後に、相手に張り手を一発打つと相手が後ろに倒れる。その瞬間を狙い相手の足を捻る。これで相手は受身がとれなくなる。

### マジック・ドラゴン・スクリュー
彰人のオリジナル技。
複数の相手に対して片足を脇に抱え込ませる形で数珠つなぎにし、末端の相手にドラゴンスクリューを仕掛けて繋がった相手全員を投げ飛ばす。

### 一本背負式ドラゴン・スクリュー
柔道の膝を付いた一本背負いのような形で相手を投げる。

### 鷹木式ドラゴン・スクリュー
【使用者】鷹木信悟のオリジナル技。
トップロープに引っ掛けた相手の両脚をまとめて抱えあげて、ドラゴン・スクリューのように回転する。